# Wincenty Hłasko
Wincenty Hłasko herbu Leliwa – chorąży witebski w 1787 roku, szambelan Stanisława Augusta Poniatowskiego, poseł powiatu orszańskiego na sejm 1786 roku, poseł powiatu orszańskiego na Sejm Czteroletni w 1790 roku, marszałek witebski konfederacji targowickiej.